# العجلة الثالثة (فلم)
العجلة الثالثة (بالإنجليزية: The Third Wheel) هو فيلم رومانسي وكوميدي أمريكي تم إصداره عام 2002، وهو من إخراج جوردن برادي ومن بطولة لوك ويلسن، ودنيس ريتشاردز، وجاي لاكوبو، وبن أفليك.

## وصلات خارجية
- مقالات تستعمل روابط فنية بلا صلة مع ويكي بيانات